# Bet-at-home.com
是一家从事网络赌博和在线体育博彩的联合企业，由约亨·迪金格（Jochen Dickinger）和弗朗茨·奥默（Franz Ömer）在1999年创立。它于2004年5月改制为股份公司，并自同年12月起在法兰克福证券交易所上市。bet-at-home.com集团在德国、奥地利、马耳他和直布罗陀都设有公司，并持有在马耳他、意大利、德国、英国和爱尔兰等国家的体育博彩及赌场经营权。
公司的产品范围涵盖赛狗投注、赌场、在线赌场、虚拟赌博和扑克在内的体育博彩，所有投注均提供15种语言版本（截至2015年8月）。凭借逾410万的注册用户，bet-at-home.com连同其附属公司被视为东欧尤其是德语区规模最大的博彩公司之一 。